# Granville (villa)
Granville es una villa ubicada en el condado de Washington en el estado estadounidense de Nueva York. En el año 2000 tenía una población de 2,644 habitantes y una densidad poblacional de 644 personas por km².

## Historia
Su primer habitante abrió un negocio en 1780.

## Geografía
Granville se encuentra ubicada en las coordenadas 43°24′21″N 73°15′53″O / 43.40583, -73.26472.

## Demografía
Según la Oficina del Censo en 2000 los ingresos medios por hogar en la localidad eran de $29,709, y los ingresos medios por familia eran $38,444. Los hombres tenían unos ingresos medios de $28,221 frente a los $20,488 para las mujeres. La renta per cápita para la localidad era de $15,424. Alrededor del 17.2% de la población estaban por debajo del umbral de pobreza.